# Поверхня збагачуваності

Поверхня збагачуваності (рос. поверхность обогащения, англ. concentration surface, нім. Konzentrationsfläche f) – у збагаченні корисних копалин - графічне зображення сукупності точок U(x, y) у просторі (рис.1), апліката (координата по осі z) кожної з яких відповідає зольності проміжної фракції з граничними густинами ρ1 і ρ2 з виходами легких фракцій (що спливли) γ1 і γ2 відповідно. При цьому в горизонтальній площині абсцисі й ординаті відповідають виходи γ1 і γ2. x = γ1 – вихід (у частках одиниці) легких фракцій (що спливли), який відповідає граничній густині ρ1; x = γ2 – вихід (у частках одиниці) легких фракцій, який відпові-дає граничній густині ρ2; Ad = U(γ1, γ2) – зольність проміжної фракції ρ1 : ρ2 (ρ1 ≤ ρ2); β(γ) = U(0, γ) – середня зольність фрак-цій, що спливли, з виходом γ; λ(γ) = U(γ, γ) – гранична зольність нескінченно вузької фракції ρ – (ρ + dρ) з виходом dγ = dx = dy; θ(γ) = U(γ, 1) – середня зольність важких фракцій (що потонули) з виходом 1 - γ . 
Таким чином, вихідна інформація задається за допомогою трьох точок на П.з. U(0, x1), U(x1, x2), U(x2, 1). П.з. синтезує збагачуваності криві α, β, θ (рис.2). Поняття "Поверхня збагачуваності" запропоновано сучасним українським вченим В.Ф.Пожидаєвим (м.Луганськ).